# Empodisma gracillimum
Empodisma gracillimum är en gräsväxtart som först beskrevs av Ferdinand von Mueller, och fick sitt nu gällande namn av Lawrence Alexander Sidney Johnson och D.F.Cutler. Empodisma gracillimum ingår i släktet Empodisma och familjen Restionaceae. Inga underarter finns listade i Catalogue of Life.